# Museo dell'Ottocento (Bergamo)
Il Museo dell'Ottocento è inserito nell'antica struttura militare della Rocca e conserva documenti e armi che testimoniano l'importante attività risorgimentale bergamasca fino alla raggiunta unità d'Italia.

## La Rocca
Il complesso fortificato della Rocca, la cui costruzione iniziò nel 1331, venne originariamente destinato a ospitare il comando di Giovanni del Lussemburgo, Re di Boemia.
Il periodo storico in cui si svolse la costruzione della Rocca fu particolarmente travagliato e convulso a causa della lotte intestine fra le fazioni avverse guelfe e ghibelline, e in questo contesto Bergamo, al pari di altre città, si diede, il 5 febbraio 1331, a Giovanni del Lussemburgo nella speranza che un potere forte esterno potesse portare a una pacificazione generale.
Il tentativo del re boemo si rivelò effimero di fronte all'incalzare del potere emergente dei Visconti, sotto la cui signoria Bergamo cadde nel 1332.

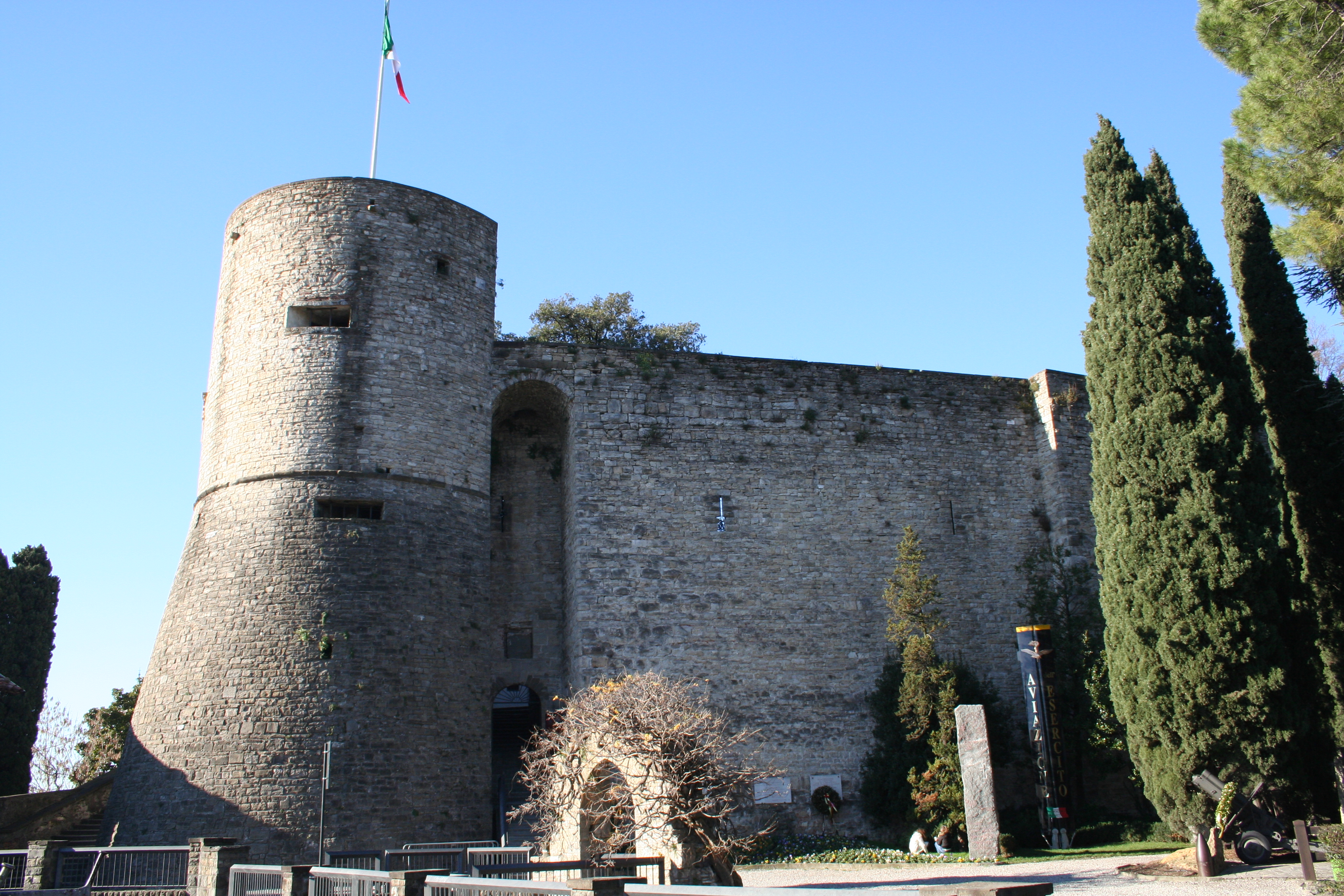
La Rocca di Bergamo

Nel 1336 Azzone Visconti completò la Rocca, la cui funzione difensiva fu poi esaltata dalla costruzione della Cittadella, che venne inserita in un sistema difensivo rivolto non solo verso l'esterno, ma anche verso l'interno contro qualsiasi velleità di ribellione.
Alla signoria viscontea successe, nell'ottobre 1427, la dominazione della Serenissima che ebbe, dopo la vittoria della battaglia di Maclodio del successivo 11 ottobre e con la pace di Ferrara del 19 aprile 1428, il riconoscimento formale del proprio dominio su Bergamo e sul suo territorio.
Venezia potenziò con nuove addizioni al complesso fortificato della Rocca costruendovi il torrione circolare che tuttora la caratterizza e, al suo interno, l'edificio destinato all'alloggio dei granatieri.
Il potenziamento difensivo veneziano della Rocca si inserì in un progetto di più ampio respiro, con la costruzione nella città bassa di un perimetro difensivo, le Muraine, il cui resto più vistoso è la Torre del Galgario e successivamente, dal 1561 al 1588, di una poderosa cintura bastionata attorno ai colli di Città Alta, che trasformò Bergamo in una fortezza.
Alla fine del XVIII secolo Bergamo, sotto la spinta del vento della Rivoluzione francese, si sollevò contro Venezia e prima fra le città sotto dominio veneto si costituì, il 13 marzo 1797, in repubblica autonoma.
La Rocca mantenne la propria funzione militare sia dopo l'ingresso a Bergamo delle truppe di Napoleone a fine dicembre 1796, che scardinò, oltre quello europeo, il sistema geopolitico veneziano, sia successivamente, dal 1814, con gli Austriaci che la terranno fino alla liberazione di Bergamo da parte di Garibaldi l'8 giugno 1859.

### Il museo

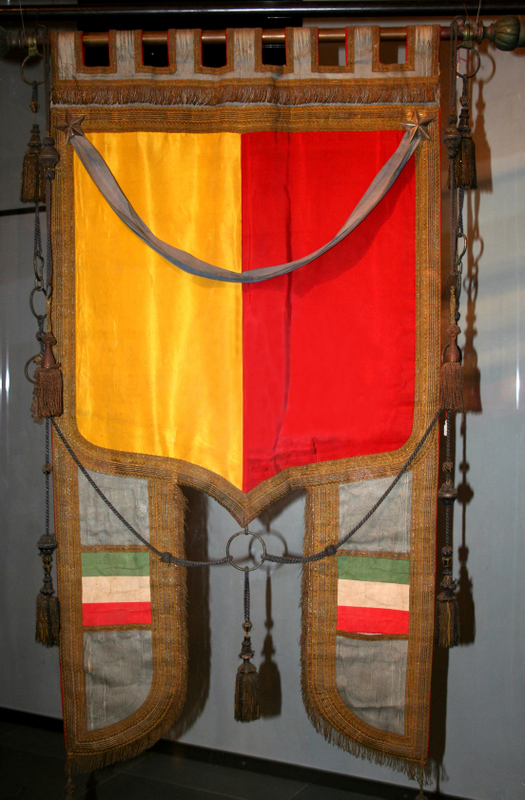
Gonfalone di Bergamo

L'edificio che ospita il museo vero e proprio, la cosiddetta Scuola Bombardieri, fu costruito dentro il mastio della Rocca di Bergamo nel XV secolo durante la dominazione veneziana.
Negli anni tra il 1927 e il 1933 il complesso architettonico della Rocca, di proprietà del comune di Bergamo, fu sottoposto a un restauro teso a riportarlo al suo aspetto medievale restituendolo come oggi può essere visto e facendone al tempo stesso il luogo della memoria della storia risorgimentale bergamasca.
Per la sua storia e per la sua architettura fu ritenuto il sito ideale per conservare e celebrare le testimonianze della partecipazione della comunità orobica alla lotta per l'indipendenza e l'unità d'Italia.
L'edificio all'interno del mastio, già Scuola dei Bombardieri, ospita dal 7 maggio 2004 il museo storico risorgimentale di Bergamo, erede del Civico Museo e Archivio del Risorgimento costituito nel 1917.
Criteri museologici
Museo non è stato pensato come vetrina di muti reperti storici autoreferenziali, ma come rappresentazione dell'intervento popolare bergamasco nella costruzione dell'Italia risorgimentale: testimonia quindi il cammino storico di una comunità nel periodo compreso tra il 1797 al 1870, con particolare riguardo all'elemento umano che ne fu artefice e protagonista, specie con la partecipazione volontaria all'avventura garibaldina percepita come pietra angolare dell'unità nazionale. 
(Ex Studi del Museo Storico di Bergamo)
Il museo celebra il mito garibaldino, il cui simbolo è la camicia rossa, che nel Novecento:
(Ibid.)
La memoria come conoscenza è perseguita dal museo attraverso i servizi educativi che hanno predisposto percorsi per le scuole di ogni ordine e grado.
Le esposizioni

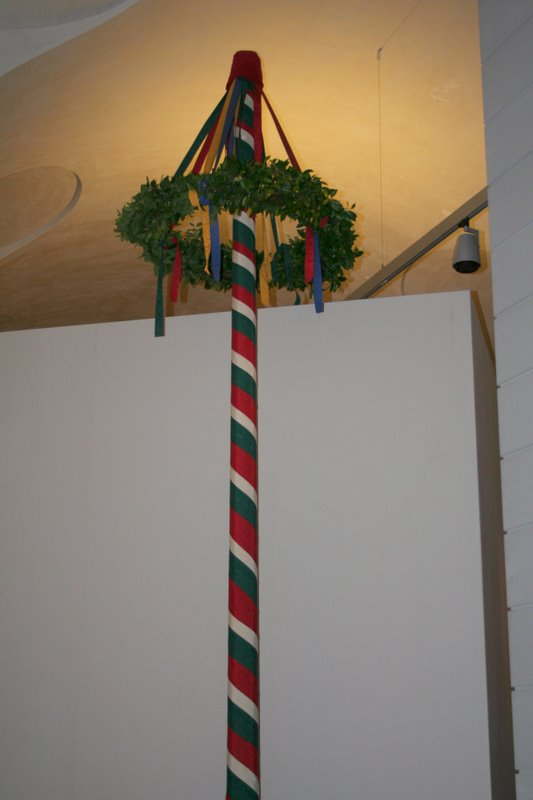
L'Albero della Libertà

I documenti esposti testimoniano i momenti più significativi della storia risorgimentale bergamasca fino alla raggiunta unità d'Italia, con puntuali riferimenti alla storia nazionale ed europea. Opere pittoriche, marmi, bronzi, ricostruzioni d'ambiente e schede asportabili accompagnano il visitatore spiegandogli gli avvenimenti cui si riferiscono, quasi facendoglieli rivivere.
Alcuni di essi assumono l'aspetto delle curiosità senza, tuttavia, perdere il proprio contenuto documentale, rendendone con ciò più piacevole e meno accademica la visione, specialmente da parte dei più giovani, come nel caso dell'esposizione della rivoltella regalata da Garibaldi al giovane garibaldino Dionigi Zanchi.
Postazioni multimediali e macchine del tempo opportunamente collocate facilitano la comprensione degli avvenimenti illustrati.
Fin dall'inizio del percorso espositivo la ricostruzione dell'Albero della Libertà indica, con tutta la carica simbolica che emana, lo spirito informatore delle collezioni museali: la partecipazione della comunità locale a quella rottura storica che sostanzierà il Risorgimento italiano e la sua celebrazione.

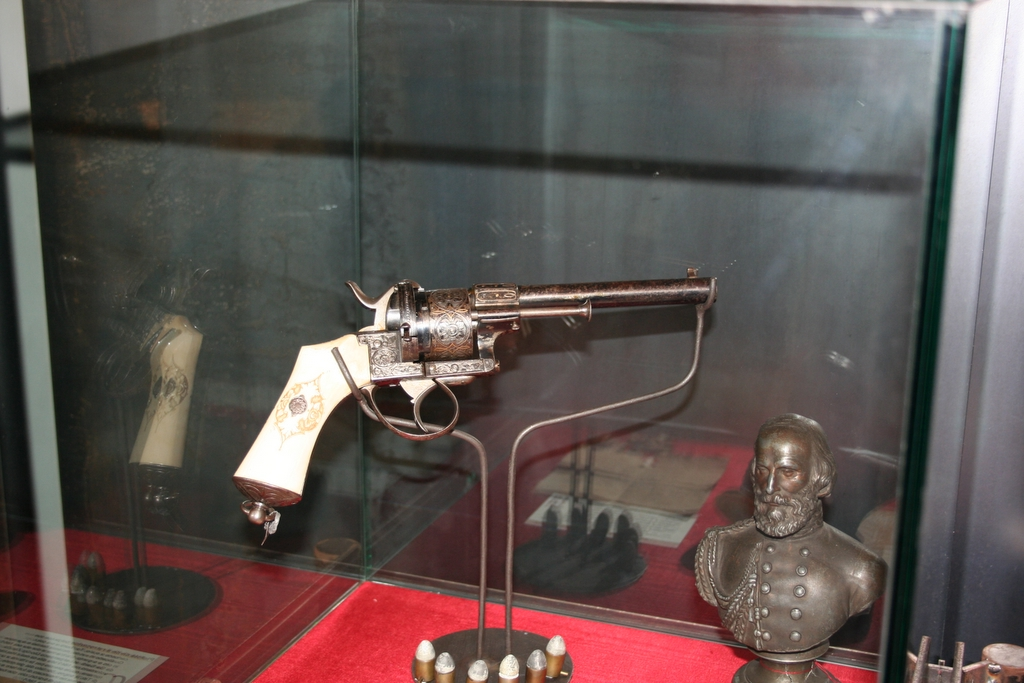
Rivoltella regalata da Garibaldi al giovane garibaldino Dionigi Zanchi

Particolarmente interessanti sono le testimonianze relative ai volontari bergamaschi della spedizione garibaldina, accorsi in numero tale da fare meritare a Bergamo il titolo ufficiale di "Città dei Mille", 20 gennaio 1960.
(Ibid.)
I bergamaschi che risposero all'appello che Garibaldi aveva lanciato dal suo quartier generale di Lovere furono 174, che si presentarono, a partire dall'aprile del 1860, all'arruolamento condotto da Francesco Cucchi e Francesco Nullo, figure fra le più emblematiche del Risorgimento bergamasco.
I volontari prevalentemente giovani, alcuni giovanissimi, appartenevano a tutte le classi sociali e in maggioranza provenivano dalla città. Secondo dati ufficiali, rilevati dagli studi del Museo storico di Bergamo, il 18% aveva un'età tra i 13 e i 18 anni, il 42% tra 19 e 22, il 27% tra 23 e 30 e solo il 13% oltre i 31. Il 62% era nato nella città, il 31% nella provincia e il 7% era costituito da immigrati. Il 39% era composto da operai e artigiani, il 18% da impiegati e intellettuali, il 16% da studenti, il 10% da abbienti, industriali e commercianti, il 5% da soldati mentre del restante 12% non si ha la qualifica.

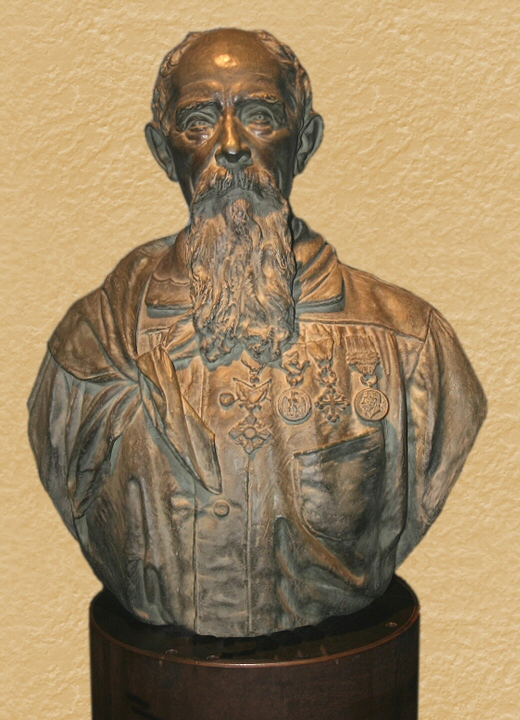
Vittore Tasca

Dall'analisi dei dati si evidenzia la partecipazione popolare e al tempo stesso l'assenza di provenienti dal mondo agricolo, l'unico assente in questa avventura. Questa massiccia partecipazione popolare fu catalizzata: 
(Ibid.)
Le giubbe dei Cacciatori delle Alpi perdono nella propria semplicità ogni connotazione retorica per ritornare a essere oggetti vissuti in un particolare momento storico.
I protagonisti sono presenti attraverso i quadri, le sculture, gli oggetti, interessanti anche sotto l'aspetto artistico oltre che documentale: si riconoscono in alcune opere nomi altrimenti conosciuti, quasi in maniera virtuale, solo come titoli di vie o piazze.
Notevoli i busti marmorei di Gabriele Camozzi, della moglie Alba Coralli, di Francesco Nullo, quelli bronzei di Daniele Piccinini e di Vittore Tasca, tutti patrioti bergamaschi e protagonisti di primo piano del Risorgimento.
Molti esponenti delle famiglie coinvolte nel settore serico parteciparono al movimento risorgimentale per motivi ideali ma anche per l'aspettativa di un mercato nazionale unico privo di barriere doganali interne in cui esportare quello che era chiamato l'oro dei bergamaschi: la seta.
Il percorso didascalico del museo si completa attraverso mappe, manifesti d'epoca e documenti originali, e per la parte economica attraverso la descrizione della produzione della seta e la ricostruzione di una sua filanda, attività industriale particolarmente importante nella Bergamo dell'epoca.